# ペイン・スチュワート
ウィリアム・ペイン・スチュワート（William Payne Stewart, 1957年1月30日 - 1999年10月25日）は、アメリカ・ミズーリ州スプリングフィールド出身のプロゴルファーである。メジャー大会に3勝を挙げた実力者だったが、1999年の全米オープン優勝からわずか4ヶ月後に、飛行機事故のため42歳で急逝した。PGAツアーで通算11勝、国際試合で合計7勝を挙げる。

## 来歴
スチュワートはいつもタモ・シャンターの帽子とニッカーズの半ズボンをまとい、誰からも見分けがつく風貌とスタイルの持ち主だった。母国アメリカに対する愛国心が強かったことでも知られ、ゴルフウェアに米国国旗をあしらう事も多かった。
4歳からゴルフを始め、「ミズーリ州アマチュア選手権」で優勝経験のある父親から手ほどきを受ける。1979年にプロ入りしたが、この時はアメリカPGAツアーの「クオリファイイング・スクール」（シード権獲得への出場資格試験のこと、通称 Q-School）を通過できなかった。そのため2年間「アジアン・ツアー」を回り、そこで2勝を挙げる。その期間中にトレーシー夫人と結婚。1982年からPGAツアーに参戦を開始し、同年の「クワッド・シティ・クラシック」でツアー初優勝。7年後の1989年に、全米プロゴルフ選手権でメジャー大会初優勝を達成。1991年に全米オープンでも初優勝を果たし、メジャー大会2冠王となった。この時はスコット・シンプソン（アメリカ）とのプレーオフを制している。その後数年間の低迷期が訪れた。
1998年の全米オープンで、スチュワートは優勝まであと1歩に迫りながらも、最後の土壇場でリー・ジャンセン（アメリカ）に逆転負けを喫してしまう。この時の敗北を、当時の新聞は“painful”（苦痛、つらいの意）とスチュワートの名前「ペイン」を引っ掛けて“Payne-ful finish”と報道した。 その1年後、「パインハースト・リゾート」（コースNo.2、パー設定70）で開かれた1999年の全米オープンにて、スチュワートは最終日の18番ホールで難しいパーパットを沈め、同じ最終組で回ったフィル・ミケルソンを1打差で振り切り、1 アンダーパー（-1, 計279ストローク）で8年ぶり2度目の優勝を飾った。ミケルソンと1打差の3位タイにはタイガー・ウッズとビジェイ・シンが入る、全米オープン史上稀に見る激戦を制しての優勝だった。9月には1993年以来3回ぶりのライダーカップ米国代表で出場し、米国チームの盛り上げ役をつとめる。賞金ランキング5位の位置につけ、当年度のPGAツアー賞金ランキング上位30名のみが出場資格を得られる最終戦「PGAツアー選手権」の会場に向かう途中で、スチュワートは飛行機事故に遭う。 
1999年10月25日、スチュワートはフロリダ州オーランドから2時間の予定でPGAツアー選手権の会場があるテキサス州ダラスに、チャーターしたプライベートジェット機「リアジェット35型」で向かった。しかし彼を乗せた飛行機は飛行中、管制官の無線に応答しなくなり、最終的にサウスダコタ州アバディーンで墜落した。この事故でスチュワートを含む4人の乗客と、2人のパイロットの合計6名全員が落命した（1999年リアジェット35墜落事故）。
スチュワート事故死の報道を聞いて、PGAツアー選手権の会場も悲しみに包まれた。競技の第2日目が中断され、出場選手たちのほとんどがスチュワートの追悼式に列席した。第3日目と第4日目を27ホールずつ消化する競技日程に変更され、世界ランキング1位のタイガー・ウッズが大会初優勝を果たした。2000年の全米オープンの会場となった「ペブルビーチ・ゴルフリンクス」でも、大会開幕に先立ち、前年優勝者のスチュワートを偲ぶ式典が行われた。
スチュワートは悲運の事故死から2年後、2001年に世界ゴルフ殿堂入りを果たしている。また2014年には全米ゴルフ協会が選定するボブ・ジョーンズ賞を受賞している。

## ツアー優勝

### PGAツアー (11)
| Legend                  |
| Major championships (3) |
| Regular PGA Tour (8)    |

| No. | Date          | 大会                                             | 優勝スコア            | 2位との差 | 2位（タイ）                                              |
| --- | ------------- | ------------------------------------------------ | --------------------- | --------- | -------------------------------------------------------- |
| 1   | 1982年7月     | Miller High Life QCO                             | −12 (68-66-65-69=268) | 2打差     | ブラッド・ブライアント, パット・マッゴーワン             |
| 2   | 1983年10月    | ウォルト・ディズニー・ワールド・ゴルフクラシック | −19 (69-64-69-67=269) | 2打差     | ニック・ファルド, マーク・マッカンバー                   |
| 3   | 1987年3月     | ハインツ・ベイヒルクラシック                     | −20 (69-67-63-65=264) | 3打差     | デビッド・フロスト                                       |
| 4   | 1989年4月     | MCIヘリテージ・ゴルフクラシック                  | −16 (65-67-67-69=268) | 5 strokes | ケニー・ペリー                                           |
| 5   | 1989年8月     | 全米プロゴルフ選手権                             | −12 (74-66-69-67=276) | 1打差     | アンディ・ビーン, マイク・リード, カーティス・ストレンジ |
| 6   | 1990年4月     | MCIヘリテージ・ゴルフクラシック                  | −8 (70-69-66-71=276)  | Playoff   | スティーブ・ジョーンズ, ラリー・マイズ                   |
| 7   | 1990年5月     | GTEバイロン・ネルソン・ゴルフクラシック          | −8 (67-68-67=202)^    | 2打差     | ラニー・ワドキンス                                       |
| 8   | 1991年6月17日 | 全米オープン                                     | −6 (67-70-73-72=282)  | Playoff   | スコット・シンプソン                                     |
| 9   | 1995年4月     | ヒューストン・オープン                           | −12 (73-65-70-68=276) | Playoff   | スコット・ホーク                                         |
| 10  | 1999年2月     | AT&Tペブルビーチナショナルプロアマ               | −10 (69-64-73=206)^   | 1打差     | フランク・リックライター2世                              |
| 11  | 1999年6月20日 | 全米オープン                                     | −1 (68-69-72-70=279)  | 1打差     | フィル・ミケルソン                                       |

^ 天候の影響で54ホールに短縮
PGAツアープレーオフ記録 (3勝6敗)
| No. | Year   | Tournament                               | 対戦相手                               | 結果                                                |
| --- | ------ | ---------------------------------------- | -------------------------------------- | --------------------------------------------------- |
| 1   | 1984年 | コロニアル・ナショナル・インビテーション | ピーター・ヤコブソン                   | 1ホール目、ヤコブソンがバーディーで決められ敗れる   |
| 2   | 1985年 | Byron Nelson Golf Classic                | ボブ・イーストウッド                   | 1ホール目、イーストウッドがボギーで決められ敗れる   |
| 3   | 1986年 | Colonial National Invitation             | ダン・ポール                           | 1ホール目、ポールがバーディーで決められ敗れる       |
| 4   | 1988年 | Provident Classic                        | フィル・ブラックマー                   | 1ホール目、ブラックマーがバーディーで決められ敗れる |
| 5   | 1989年 | ナビスコ選手権                           | トム・カイト                           | 2ホール目、カイトがパーで決められ敗れる             |
| 6   | 1990年 | MCI Heritage Golf Classic                | スティーブ・ジョーンズ, ラリー・マイズ | 2ホール目、バーディーで勝利                         |
| 7   | 1991年 | 全米オープン                             | スコット・シンプソン                   | 18ホールのプレーオフで勝利 (75–77)                  |
| 8   | 1995年 | シェル・ヒューストン・オープン           | スコット・ホーク                       | 1ホール目、バーディーで勝利                         |
| 9   | 1999年 | MCI Classic                              | グレン・デイ, ジェフ・スルーマン       | 1ホール目、デイがバーディーで勝利                   |

### ヨーロピアンツアー (1)
- 1991 ハイネケン・ダッチ・オープン

### 日本ツアー (1)
- 1985 ジーン・サラゼン ジュンクラシック (tie with 河野和重 and 倉本昌弘)

### その他 (11)
this list is probably incomplete
- 1981 インディアン・オープン、インドネシアン・オープン
- 1982 Magnolia State Classic
- 1982 Coolangatta-Tweed Heads Classic (オーストラリア)
- 1987 フレッド・マイヤー・チャレンジ (with 青木功)
- 1991 スキンズ・ゲーム
- 1992 スキンズ・ゲーム、ハッサン2世トロフィー
- 1993 スキンズ・ゲーム、ハッサン2世トロフィー
- 1996 ウェンディーズ3ツアーチャレンジ (PGAチームとして)